# همه‌چیز برای فروش
همه چیز برای فروش فیلمی به کارگردانی و نویسندگی امیرحسین ثقفی محصول سال ۱۳۹۱ است.

## جشنواره
| قسمت                     | نامزد                                     | نتیجه  | جایزه        |
| ------------------------ | ----------------------------------------- | ------ | ------------ |
| بهترین فیلمبرداری        | علی محمدقاسمی                             | کاندید | سیمرغ بلورین |
| بهترین موسیقی متن        | کارن همایونفر                             | برنده  | دیپلم افتخار |
| بهترین چهره پردازی       | محسن دارسنج                               | برنده  | دیپلم افتخار |
| بهترین طراحی صحنه و لباس | شراره سروش                                | برنده  | سیمرغ بلورین |
| بهترین صدا               | صدابردار:محمد حبیبی/صداگذار:حسین ابوالصدق | کاندید | سیمرغ بلورین |

## داستان
اکبر(صابر ابر) مرد جوان کارگری که سرپرستی خانواده اش را بر عهده دارد تلاش میکند تا برای برادر سرباز کوچکترش در همان کارگاهی که خودش کار میکند شغلی دست و پا کند. سرباز بر اثر پرتاب نارنجک در استادیوم فوتبال چشمش آسیب میبیند و اکبر برای تأمین هزینهٔ سنگین عمل او به کمک دوستش ال تي (مزدک میرعابدینی) تعدادی چک بی محل میخرد و تلاش می‌کند چک‌ها را نقد کند.

## بازیگران
- صابر ابر
- محمود نظرعلیان
- مزدک میرعابدینی
- مریلا زارعی
- ساعد سهیلی در نقش امیر
- سیداحمد محمدی
- میثاق زارع
- کرامت رودساز
- کاوه قاسم‌زاده
- بابک اعطاء
- جواد عزتی
- حبیب رضایی